# Улица Добролюбова (Москва)
У́лица Добролю́бова — улица бульварного типа на севере Москвы в Бутырском районе Северо-Восточного административного округа, от железнодорожной линии Рижского направления до Огородного проезда. Названа в 1958 году в память о литературном критике Николае Александровиче Добролюбове (1836—1861).

## Расположение
Улица Добролюбова проходит с юга на север, начинается от железнодорожной линии Рижского направления перегона Москва-Рижская—Дмитровская. Пересекает проезд Добролюбова, переулок Добролюбова и улицы Руставели и Гончарова, после чего вливается в Огородный проезд.

## Учреждения и организации

### По нечётной стороне
- № 3, строение 1 — студия дубляжа «Пифагор» (с 2021 года);
- № 11 — Центральный научно-исследовательский институт организации и информатизации здравоохранения (ЦНИИОИЗ Минздрава России ).

### По чётной стороне
- № 8 — Останкинский завод напитков (первое предприятие в СССР, освоившее розлив по лицензии Pepsico напитков «Пепси» и «Фанта»);
- № 8А — завод «Молмаш» (производитель оборудования для молочной промышленности);
- № 14 — одно из зданий школы № 1236 (бывшая школа № 252);
- № 16 корпус 1 — один из офисов «Транснефти».

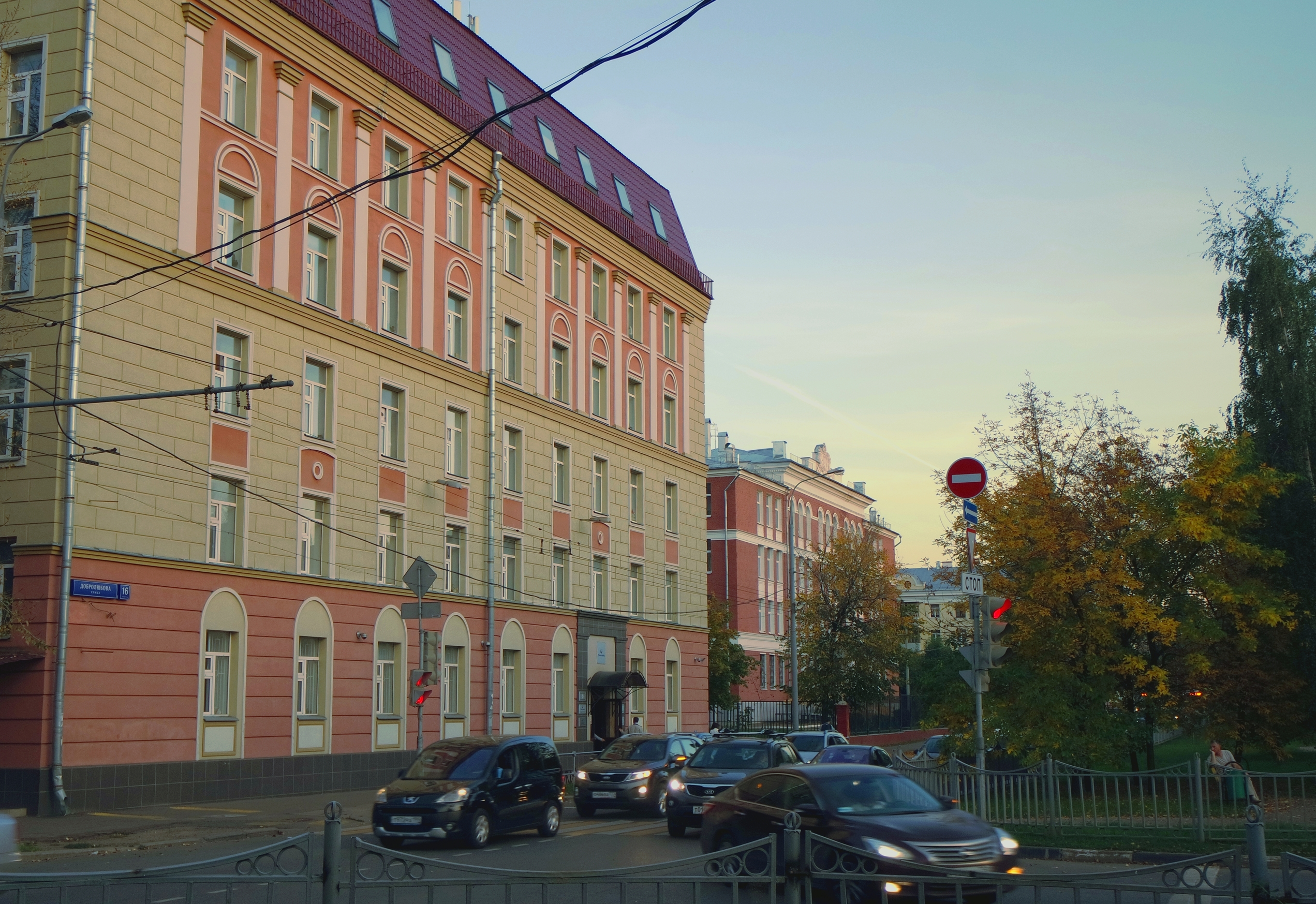
Дом 16, корпус 1
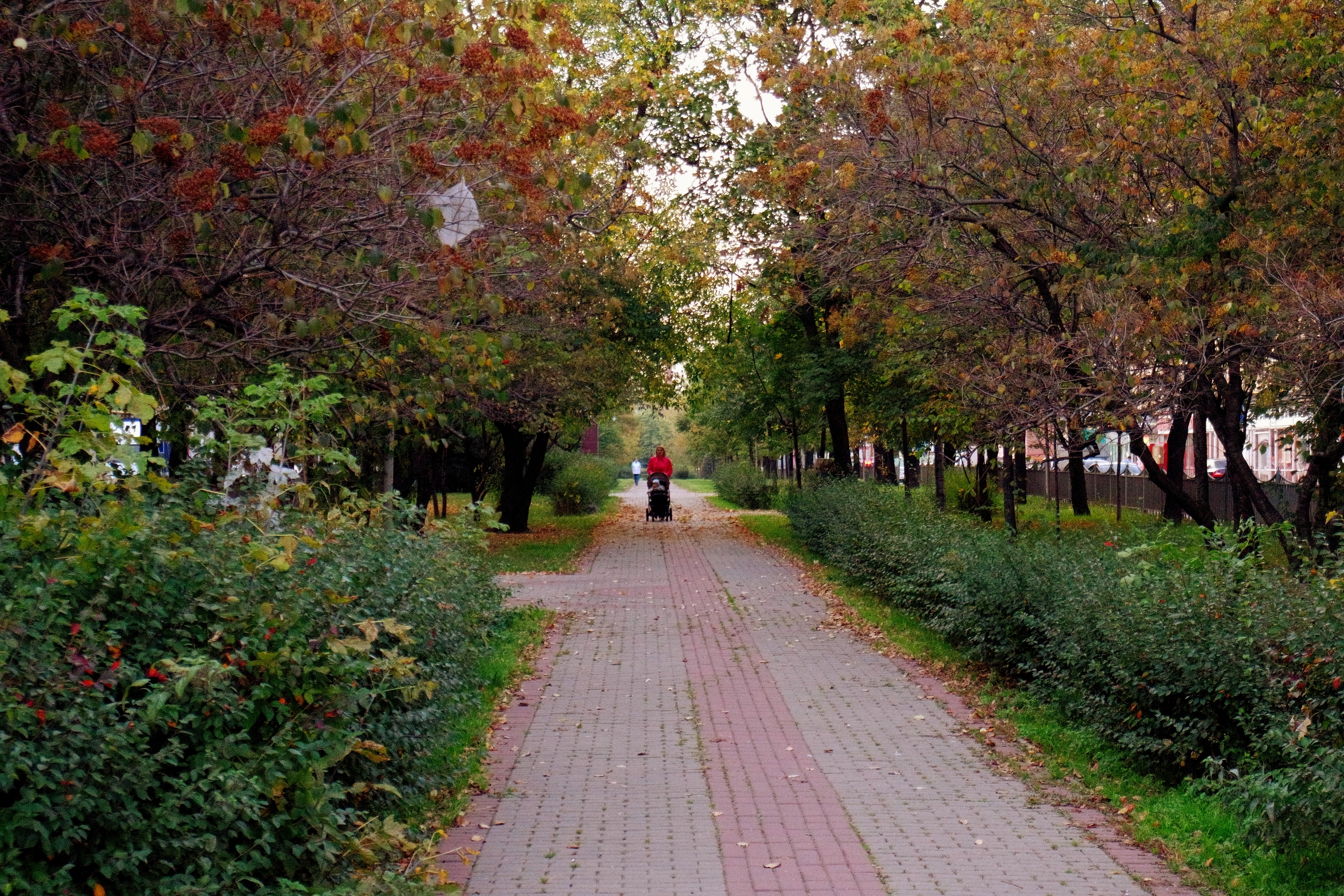
Бульвар между проезжими частями осенью
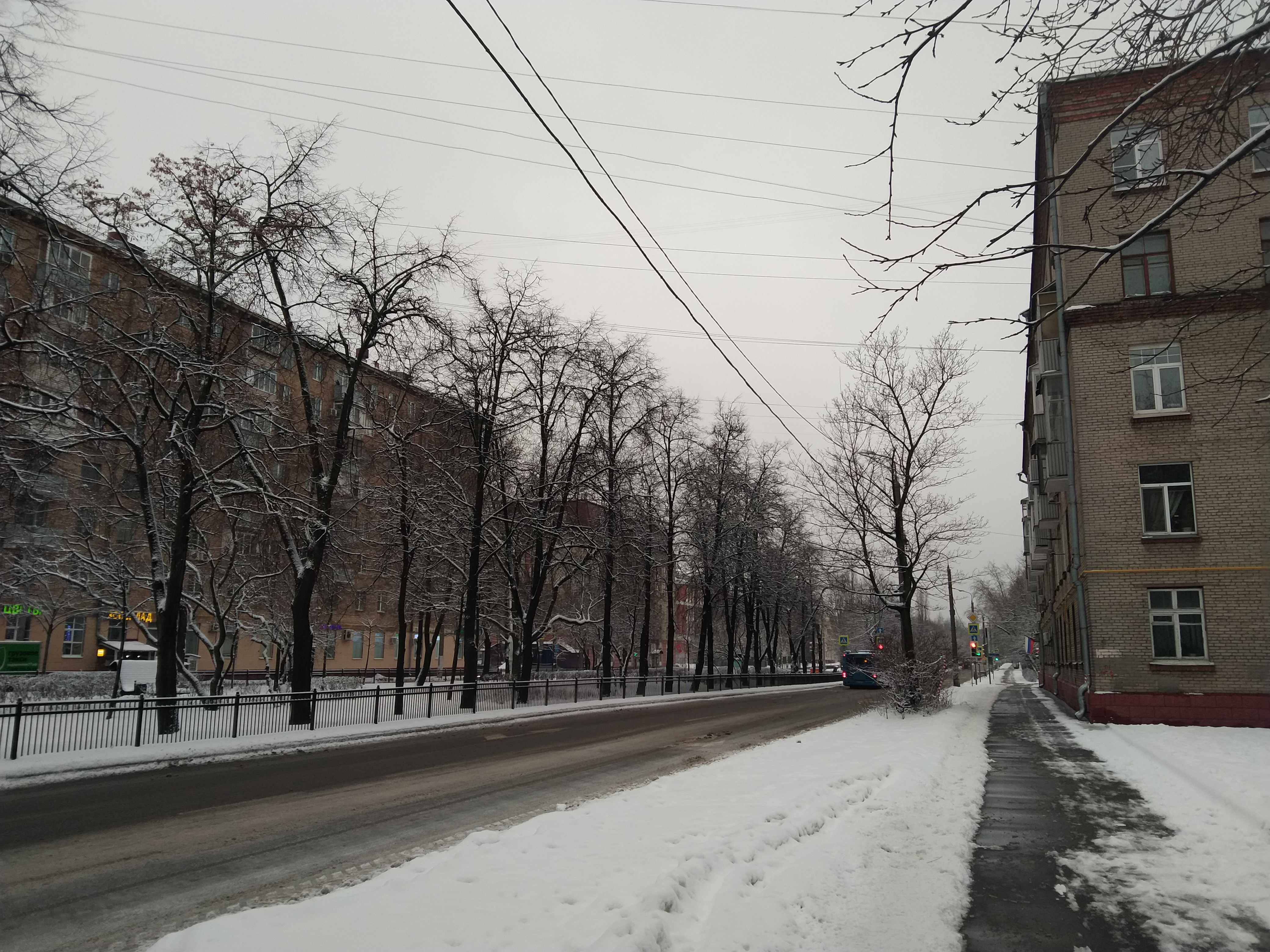
Улица зимой
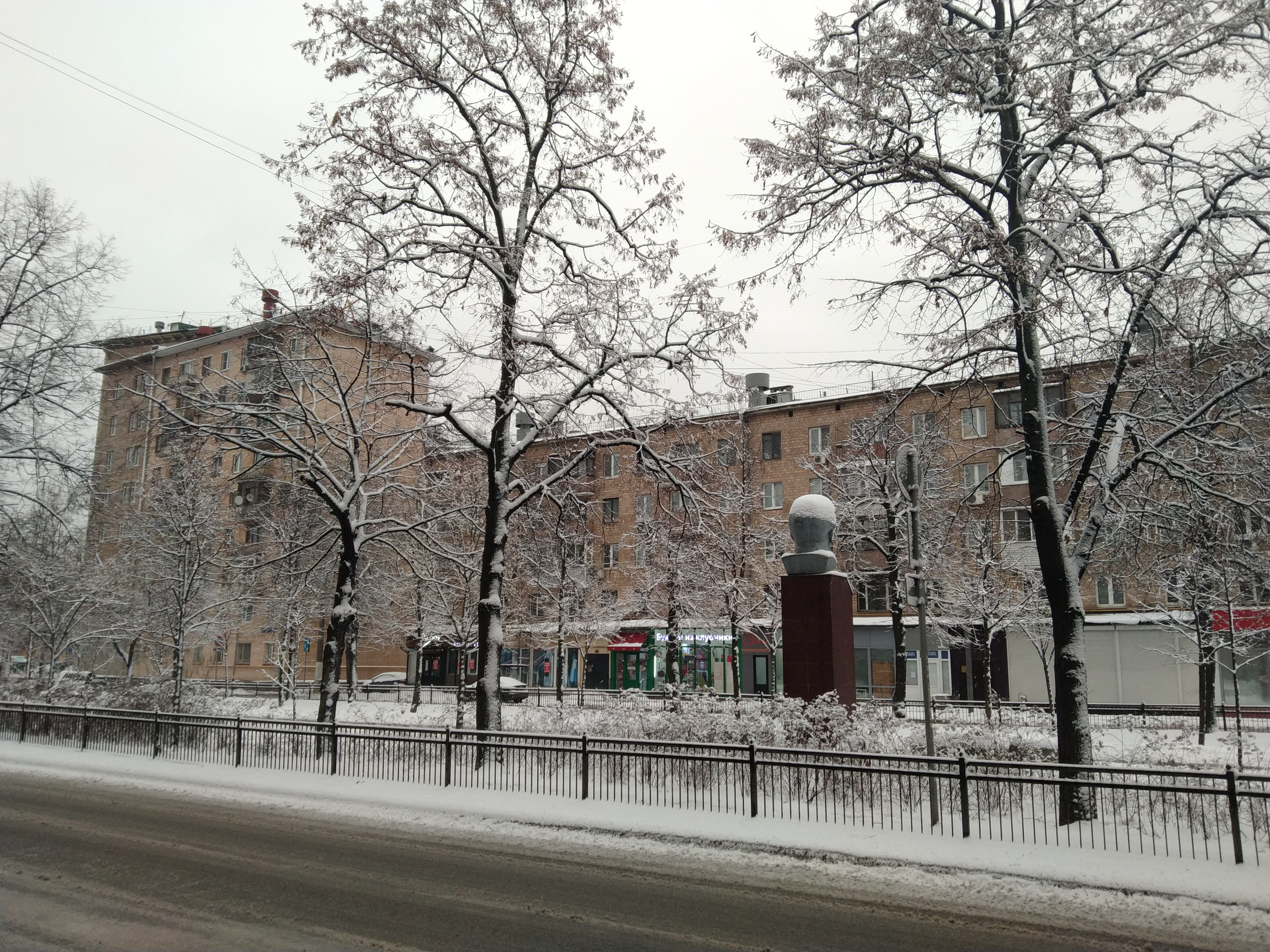
Памятник Кирову, перенесённый на бульвар с Огородного проезда
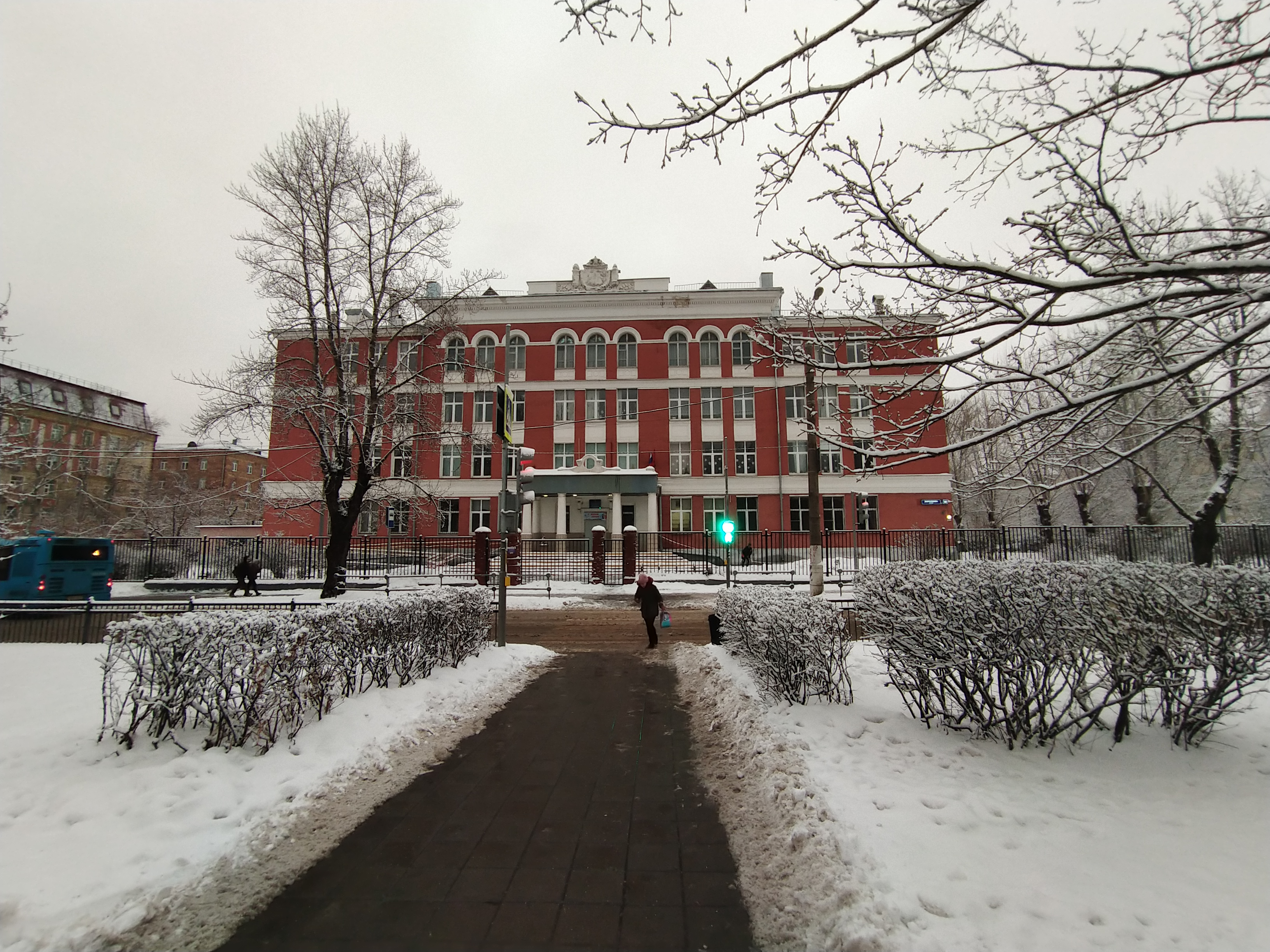
Школа № 252

## Транспорт

### Метро
- Станция метро  Бутырская — в 500 метрах от пересечения с улицей Руставели.
- Станция метро  Фонвизинская — в 230 метрах от конца улицы.

### Автобусные маршруты
По улице проходят маршруты автобусов (данные на 14 декабря 2024 года):
- 23: ЖК Юрлово —  Отрадное —  Фонвизинская —  Тимирязевская
- 512:  Тимирязевская —  Фонвизинская —  Тимирязевская —  Бутырская —  Марьина Роща - Складочная улица
- 539:  Тимирязевская —  Фонвизинская —  Бутырская —  Рижский вокзал
- С543:  Владыкино/ Владыкино —  Фонвизинская —  Дмитровская —  Савёловский вокзал —  Новослободская /  Менделеевская —  Маяковская